# Euphlebium
Euphlebium é um género botânico pertencente à família das orquídeas (Orchidaceae).